# Horwich
Horwich – miasto w Wielkiej Brytanii, w Anglii, w regionie North West England, w hrabstwie Wielki Manchester, w dystrykcie Bolton. W 2001 roku miasto liczyło 18 289 mieszkańców.